# Ljottjik
Ljottjik (russisk: Лётчик) er en russisk spillefilm fra 2021 af Renat Davletjarov.

## Medvirkende
- Pjotr Fjodorov som Nikolaj Komlev
- Anna Peskova som Olga
- Pavel Osadtjij som Mikhail
- Maksim Jemeljanov som Ignat
- Jevgenij Mikhejev som Nikodim Gresjnev